# Gerhard Rohatsch
Gerhard Rohatsch (* 2. November 1956) ist ein ehemaliger deutscher Fußballspieler.

## Sportlicher Werdegang
Rohatsch begann seine Karriere beim KSV Hessen Kassel, mit dem er ab Mitte der 1970er Jahre in der Hessenliga antrat. Dabei spielte der Mittelfeldspieler und Stürmer mit der Mannschaft regelmäßig um den Aufstieg in die 2. Bundesliga, schlechtestes Ergebnis war dabei der sechste Tabellenplatz. In der Spielzeit 1978/79 lieferte sich sein Klub ein Duell mit dem VfR OLI Bürstadt, das trotz 114 geschossener Saisontore der Konkurrent mit zwei Punkten Vorsprung für sich entschied.
Dabei hatte Rohatsch auf sich aufmerksam gemacht und der VfR OLI Bürstadt holte ihn zum Süd-Zweitligisten. In der Spielzeit 1979/80 gehörte der Offensivspieler mit 38 Saisoneinsätzen zu den Dauerbrennern bei den Hessen, mit fünf Saisontoren trug er zum Klassenerhalt auf dem 14. Tabellenplatz bei. In der folgenden Spielzeit trug er – zeitweise verletzungsbedingt ausfallend – mit sechs Toren in 25 Saisonspielen zum 13. Tabellenrang bei. Aufgrund der Einführung der eingleisigen 2. Bundesliga wurden die Ergebnisse der Vorjahre mittels Platzziffern berücksichtigt, für die Bürstädter reichte dies jedoch nicht, um einen der zehn Startplätze der Südzweitligisten zu ergattern. In der Oberliga-Saison 1981/82 lieferte sich der Klub einen Dreikampf um die Hessenmeisterschaft mit Mitabsteiger FSV Frankfurt und der Amateurmannschaft von Eintracht Frankfurt, das letztlich der FSV für sich entschied. Als Vizemeister konnte Rohatsch mit dem VfR in der Deutschen Amateurmeisterschaft 1982 antreten. Dabei scheiterte der Klub jedoch in der ersten Runde nach Verlängerung an der Amateurmannschaft von Werder Bremen. Nachdem Rohatsch beim 4:4-Remis im Hinspiel drei Tore erzielt hatte, schoss er auch bei der 2:3-Niederlage zweimal die Hessen zur jeweiligen zwischenzeitlichen Führung. In der folgenden Oberligasaison dominierte der Klub die Meisterschaft und zog mit nur einer Saisonniederlage in die Aufstiegsrunde zur 2. Bundesliga ein. Mit seinen 24 Saisontreffern platzierte er sich dabei hinter dem Eintracht-Amateuerspieler Christian Peukert gleichauf mit dessen Mannschaftskameraden Harald Krämer an zweiter Stelle der Torschützenliste. Hinter dem SSV Ulm 1846 und dem 1. FC Saarbrücken verpasste die Mannschaft in der Aufstiegsrunde jedoch die Zweitligarückkehr.
In der Spielzeit 1983/84 lieferte sich Rohatschs Mannschaft ein Duell mit Viktoria Aschaffenburg um den Oberligatitel, der am letzten Spieltag eingefahren wurde. Dieses Mal gelang mit drei Siegen in der Aufstiegsrunde hinter der dominierenden Mannschaft des FC 08 Homburg der zweite Platz und damit die Zweitligarückkehr. Trainer Horst-Dieter Strich verließ jedoch nach dreijähriger Arbeit den Klub in Richtung 1. FSV Mainz 05, Nachfolger wurde Lothar Buchmann. Unter diesem fand sich die Mannschaft zu Beginn der Zweitliga-Spielzeit 1984/85 zeitweise auf einem Aufstiegsplatz zur Bundesliga, konnte aber den Höhenflug nicht bestätigen. Als Buchmann im März einem Angebot des Karlsruher SC folgte, stand die Mannschaft im Abstiegskampf. Norbert Wagner übernahm, konnte den Abstieg jedoch – in den letzten neun Saisonspielen gelang nur ein Sieg – nicht mehr abwenden. In der Oberliga-Spielzeit 1985/86 wurde er mit dem Klub Vizemeister, Mitabsteiger Kickers Offenbach hatte jedoch als Tabellenführer acht Punkte Vorsprung. In der Deutschen Amateurmeisterschaft 1986 gelang jedoch der Finaleinzug. Gegen BVL 08 Remscheid ging das Endspiel an der Seite von Ludwig Brenner, Harald Kowarz, Christian Schopen, Đurađ Vasić und Helmut Vorreiter jedoch unter Trainer Willi Reuter 1:2 nach Verlängerung verloren. Im Sommer 1987 verließ Rohatsch den Klub in Richtung TV Eich.